# Hoplapoderus gemmatus
Hoplapoderus gemmatus là một loài bọ cánh cứng trong họ Attelabidae. Loài này được Thunberg miêu tả khoa học năm 1784.